# Mucuna reticulata
Mucuna reticulata är en ärtväxtart som beskrevs av William Burck. Mucuna reticulata ingår i släktet Mucuna och familjen ärtväxter. Inga underarter finns listade i Catalogue of Life.